# Marca (gmina)
Marca – gmina w Rumunii, w okręgu Sălaj. Obejmuje miejscowości Leșmir, Marca, Marca-Huta, Porț i Șumal. W 2011 roku liczyła 2542 mieszkańców.